# 亜智一郎の恐慌
亜智一郎の恐慌（あ ともいちろうのきょうこう）は、泡坂妻夫の推理小説。双葉社で1997年12月10日に第一刷が発売された。2000年に双葉文庫、2004年に創元推理文庫から再刊されている。双葉文庫版の解説は新保博久。
亜智一郎とは、同じく泡坂妻夫の亜愛一郎シリーズの主人公の先祖という設定である。
単行本後に執筆された7編は『泡坂妻夫引退公演』「第一幕　絡繰」に収録されている。

## あらすじ
江戸城の雲見櫓には、天変地異に備えて、雲の動きを一日中、見て天気を予測する「雲見番」という役目があった。その役職に就いていたのが亜智一郎。亜智一郎は安政江戸地震を予知し、将軍家定を雲見櫓の「地震の間」に避難させて手柄を立てた。
同様に、安政江戸地震の際に、混乱に乗じて将軍家定を暗殺しようとした企みを阻止したということで亜智一郎を番頭に4人は将軍直属の隠密集団に任命されるのだった。（「雲見番拝命」）

## 主な登場人物
亜 智一郎
雲見役の番頭。年齢は30歳前後。長身、引き締まった筋肉と相まって亜愛一郎同様に黙って立っている分には「傑物に違いない」と思われるが、動き出すと長裃をうまく捌けず何度も転びそうになるなど、がっかりさせる。
古山 奈津之助
小普請方。怪力の持ち主で、普賢菩薩の彫物を上半身に入れている。
藻湖 猛蔵
甲賀百人組の1人。忍法百般を会得している。
緋熊 重太郎
元は大手門の下座見役。安政の地震の際に梁に左腕を挟んだが、腕を斬りおとして難を逃れた「剛の者」……と周囲にはと思われている。が、実は芝居好きの小心者で、周囲の勘違いから隠密集団に抜擢されている。
将軍直々に嫁を世話してもらったが、この嫁が重太郎よりよほど「剛の者」。
鈴木阿波守正團
雲見番4人の上役。

## 各話
1. 雲見番拝命
『野性時代』（角川書店）1986年2月号掲載
2. 補陀楽往生
『野性時代』（角川書店）1987年3月号掲載
目安箱に「野洲白杉藩の藩主が30人の藩士を惨殺し、その亡骸を密かに城外の寺に埋めた」という投書が届き、調査のために亜智一郎と藻湖猛蔵は野洲白杉藩へ向かう。
3. 地震時計
『小説推理』（双葉社）1993年2月号掲載
地震を予知するという櫓時計が将軍に献上された。一方、遊郭では2組の心中事件が起きた。心中した遊女の1人は、緋熊重太郎が前夜を共に過ごしていた花魁だった。
4. 女方の胸
『小説推理』（双葉社）1994年12月号掲載
将軍家定は病に伏せ、江戸城には将軍継嗣問題が沸き上がった。嫡子のいない家定であるが、実は御落胤がいるという噂が。雲見番はその御落胤の調査を行う。
5. ばら印籠
『小説推理』（双葉社）1996年2月号掲載
家茂が十四代将軍となった。家茂は自分の写真を撮ってくれるよう雲見櫓にやってくる。家茂の写真に写っていた印籠に亜智一郎は違和感を覚える。
6. 薩摩の尼僧
『小説推理』（双葉社）1997年8月号掲載
安政の大獄の翌年。未年生まれの13歳になる少女が連続して行方不明になる。見つかった少女は全て全裸で腹を裂かれて砂浜に打ち上げられていた。
7. 大奥の曝頭
『小説推理』（双葉社）1997年9月号掲載
将軍家茂に和宮親子内親王の降嫁が決定する。しかし、大奥には怪事の話が蔓延していた。怪事の真相を探るために、女装した亜智一郎と緋熊重太郎が大奥に潜入する。

### 『泡坂妻夫引退公演』収録
1. 大奥の七不思議
『小説推理』（双葉社）2001年5月号掲載
2. 文銭の大蛇
『小説推理』（双葉社）2002年11月号掲載
3. 妖刀時代
『小説宝石』（光文社）2005年4月号掲載
4. 吉備津の釜
『小説推理』（双葉社）2006年8月号掲載
5. 逆鉾の金兵衛
『小説宝石』（光文社）2008年2月号掲載
6. 喧嘩飛脚
『小説宝石』（光文社）2009年2月号掲載
7. 敷島の道
『幻影城の時代 完全版』（講談社）2008年12月 ISBN 4062151448

| スタブアイコン | サブスタブ | この項目は、まだ閲覧者の調べものの参照としては役立たない、文学に関連した書きかけの項目です。この項目を加筆・訂正などしてくださる協力者を求めています（P:文学、PJ:ライトノベル）。項目が小説家・作家の場合には{Writer-substub}を、文学作品以外の本・雑誌の場合には{Book-substub}を貼り付けてください。 |